# 대한민국 헌법 제80조
대한민국 헌법 제80조는 대한민국 헌법의 조항이다.

## 본문
대통령은 법률이 정하는 바에 의하여 훈장 기타의 영전을 수여한다.

## 내용
대통령의 훈장 및 기타 영전 수여에 관한 내용이다.

## 같이 보기
- 대한민국 헌법 제4장 제1절